# Coppa Intercontinentale 1975 (pallacanestro)
La Coppa intercontinentale di pallacanestro del 1975 si è giocata in Italia, a Varese e Cantù, ed è stata vinta dalla Forst Cantù.

## Risultati
13 settembre
| Squadra 1         | Risultato | Squadra 2       |
| ----------------- | --------- | --------------- |
| Penn Quakers      | 106–74    | Hit Trésor      |
| Birra Forst Cantù | 82–81     | Amazonas Franca |
| Mobilgirgi Varese | 75–77     | Real Madrid     |

14 settembre
| Squadra 1         | Risultato | Squadra 2         |
| ----------------- | --------- | ----------------- |
| Hit Trésor        | 58–112    | Real Madrid       |
| Amazonas Franca   | 68–67     | Mobilgirgi Varese |
| Birra Forst Cantù | 112–88    | Penn Quakers      |

15 settembre
| Squadra 1         | Risultato | Squadra 2         |
| ----------------- | --------- | ----------------- |
| Amazonas Franca   | 109–55    | Hit Trésor        |
| Real Madrid       | 98–81     | Penn Quakers      |
| Mobilgirgi Varese | 87–83     | Birra Forst Cantù |

16 settembre
| Squadra 1         | Risultato | Squadra 2       |
| ----------------- | --------- | --------------- |
| Penn Quakers      | 81–93     | Amazonas Franca |
| Mobilgirgi Varese | 84–68     | Hit Trésor      |
| Birra Forst Cantù | 96–94     | Real Madrid     |

17 settembre
| Squadra 1         | Risultato | Squadra 2         |
| ----------------- | --------- | ----------------- |
| Hit Trésor        | 76–120    | Birra Forst Cantù |
| Amazonas Franca   | 80–79     | Real Madrid       |
| Mobilgirgi Varese | 82–95     | Penn Quakers      |

### Classifica finale
|    | Squadra       | Gioc. | V | P | PF  | PS  | Punti |
| -- | ------------- | ----- | - | - | --- | --- | ----- |
| 1. | Pall. Cantù   | 5     | 4 | 1 | 493 | 426 | 9     |
| 2. | Franca        | 5     | 4 | 1 | 431 | 364 | 9     |
| 3. | Real Madrid   | 5     | 3 | 2 | 460 | 390 | 8     |
| 4. | Penn Quakers  | 5     | 2 | 3 | 451 | 459 | 7     |
| 5. | Pall. Varese  | 5     | 2 | 3 | 395 | 391 | 7     |
| 6. | Hit Trésor SC | 5     | 0 | 5 | 331 | 531 | 5     |

| Coppa Intercontinentale 1975 |
| ---------------------------- |
| Forst Cantù 1º titolo        |

## Formazione vincitrice
| N° | Naz.                   | Ruolo | Sportivo             |  | Alt. |  |
| -- | ---------------------- | ----- | -------------------- |  | ---- |  |
| 4  | Italia (bandiera)      | AG    | Silvano Cancian      |  |      |  |
| 11 | Italia (bandiera)      | C     | Daniele Pirovano     |  |      |  |
| 6  | Italia (bandiera)      | G     | Carlo Recalcati      |  |      |  |
| 7  | Italia (bandiera)      | A     | Franco Meneghel      |  |      |  |
| 8  | Italia (bandiera)      | A     | Fabrizio Della Fiori |  |      |  |
| 9  | Italia (bandiera)      | P     | Mario Negrocusa      |  |      |  |
| 10 | Italia (bandiera)      | P     | Giorgio Cattini      |  |      |  |
| 12 | Stati Uniti (bandiera) | A     | John Grochowalski    |  |      |  |
| 13 | Stati Uniti (bandiera) | C     | Bob Lienhard         |  |      |  |
| 14 | Italia (bandiera)      | P     | Pierluigi Marzorati  |  |      |  |
| 15 | Italia (bandiera)      | C     | Mario Beretta        |  |      |  |
| 16 | Italia (bandiera)      | C     | Renzo Tombolato      |  |      |  |
|    | Italia (bandiera)      | All.  | Arnaldo Taurisano    |  |      |  |